# Pegboard Nerds
Die Pegboard Nerds sind ein dänisch-norwegisches DJ-Duo, bestehend aus Alexander Odden und Michael Parsberg. Sie produzieren vorwiegend Musik in den Bereichen Dubstep, Electro, Drumstep und Glitch Hop.

## Werdegang
Odden und Parsberg trafen sich erstmals im Jahr 2005, nachdem sie in den Jahren davor für andere Künstler Remixes angefertigt und Lieder produziert hatten.
Den größten Erfolg hatten sie mit ihren Singles Ingen anden drøm (Pegboard Nerds vs. Morten Breum), mit der sie Platz 26 der dänischen Charts erreichten, Self Destruct, welche für einige Wochen auf Platz eins der Beatport-Dubstep-Charts bleiben konnte, sowie "Fire in the Hole", welches kurzzeitig auf Platz 1 der Beatport-Glitch Hop Charts stand.
Die Pegboard Nerds stehen derzeit bei Monstercat unter Vertrag. Vorher veröffentlichten sie ihre Platten bei disco:wax.
Der Name Pegboard Nerds ist aus einem Anagramm aus Odden und Parsberg entstanden.

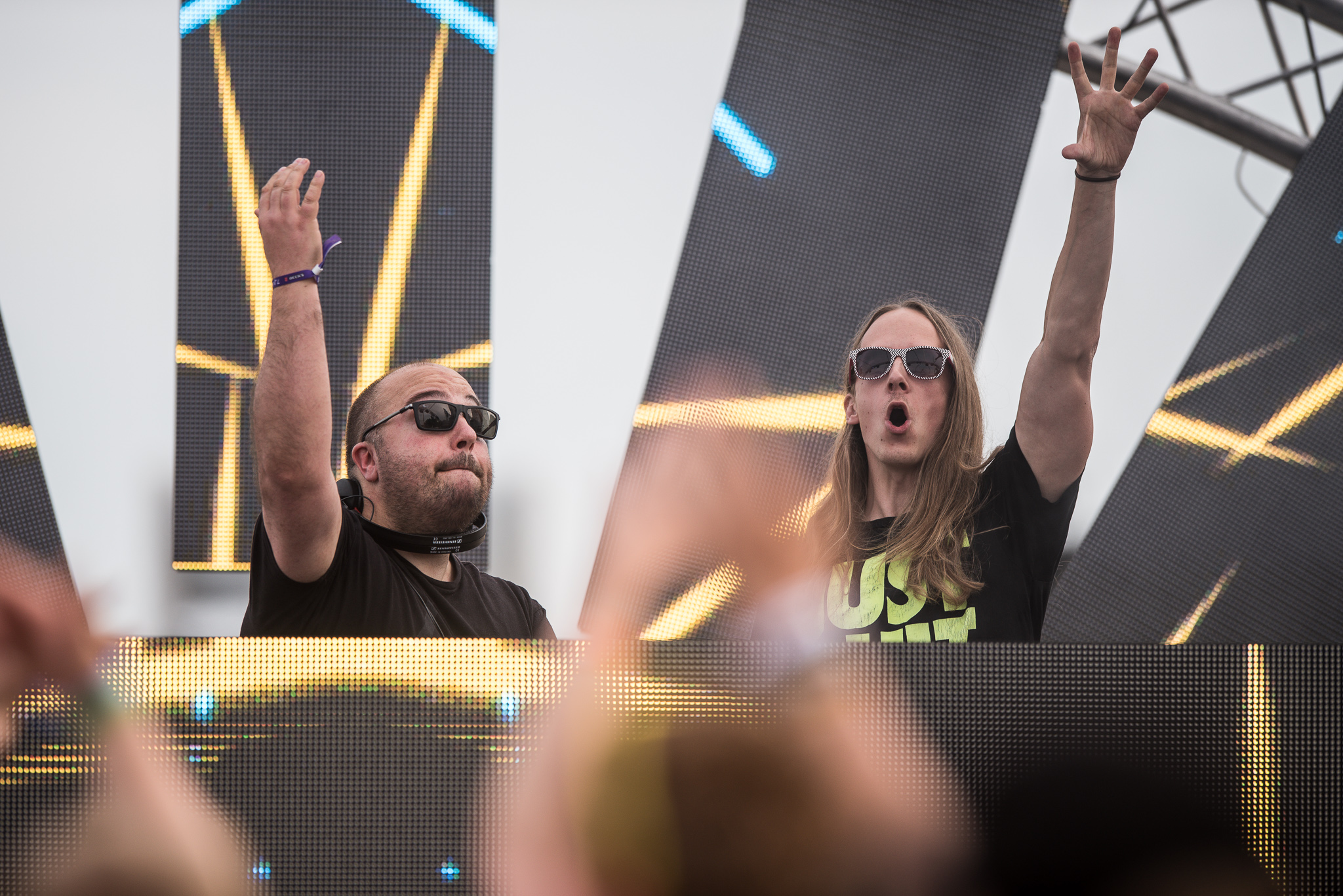
Pegboard Nerds beim Open Beatz 2016

## Diskografie
EPs
- The Lost Tracks
- We Are One (mit Splitbreed)
- Guilty Pleasures
- Pink Cloud
- Nerds by Nature
- Full Hearts EP
- Hearts of the Universe
- Manifest / Together

Singles
- Ingen anden drøm (Pegboard Nerds vs. Morten Breum)
- High Roller
- Gunpoint
- So What
- Revenge Of The Nerds (Freetrack)
- Disconnected
- Lawless (Freetrack)
- Pressure Cooker
- Purple People Eater
- Rocktronik (Freetrack)
- Fire In The Hole
- Self Destruct
- Razor Sharp (mit Tristam)
- Frainbreeze (Freetrack)
- Coffins (Pegboard Nerds x Misterwives) (Freetrack)
- Bassline Kickin
- Hero (mit Elizaveta)
- New Style
- BADBOI
- Emergency
- Bring the Madness (mit Excision und Mayor Apeshit)
- Try This
- Swamp Thing
- Get On Up (mit Jauz)
- Heartbit (mit Tia)
- Alone (mit Grabbitz)
- Superstar (mit Krewella und NGHTMRE)
- Weaponize (mit MIU)
- BAMF
- Melodymania
- Voodoo (mit Tony Junior)
- Move That Body (mit Quiet Disorder)
- Extraordinary (mit Spyker und Elizaveta)
- Free (mit Motopony)
- Speed of Light (Pt. 2) (mit Taylor Bennett)
- Heaven Let Us Down (mit Koda)
- Another Round (mit Krewella)
- Just Dance (mit Tia Simone)
- Supersonic (mit Cimeric)
- Troll (mit RaceCarBed)
- Bring Me Joy (mit lug00ber)
- Party Freaks (mit Anna Yvette)
- WotS (mit More Plastic)
- Purple People Eater
- Escape (mit Dion Timmer)
- Harpoon (mit Knife Party)
- Gunslinga (mit MC Mota)
- Back To Me
- MOSHI (mit Tokyo Machine)
- Give A Little Love
- Exterminate
- Solo (mit Maria Lynn)
- Computa Hakka (mit Ragga Twins)
- Crying Shame (mit NERVO)
- Welcome To The Club (mit Stonebank)

Remixe (Auswahl)
- Skrillex feat. Damian Marley – Make It Bun Dem
- MSD & Jillian Ann – Quiet Riot
- Blake McGrath – Motion Picture
- Krewella – Alive
- Morten Breum – Larva (Far away)
- J.Viewz – Far too close
- Kairo Kingdom – Don't Shake
- Mat Zo – Lucid Dreams
- Carmada – Maybe (mit Getter)
- Nicky Romero, Volt & State – Warriors